# 绍朗什
绍朗什（法語：Choranche，法語發音：[ʃɔʁɑ̃ʃ]）是法国伊泽尔省的一个市镇，属于格勒诺布尔区。

## 地理
绍朗什（45°4'1"N, 5°23'28"E）面积10.63 平方千米，位于法国奥弗涅-罗讷-阿尔卑斯大区伊泽尔省，该省份为法国东南部内陆省份，北起顺时针与安省、萨瓦省、上阿尔卑斯省、德龙省、阿尔代什省、卢瓦尔省和罗讷省。
与绍朗什接壤的市镇（或旧市镇、城区）包括：圣于连昂韦科尔、沙特吕、蓬唐鲁瓦扬、普雷勒、朗屈雷勒、鲁瓦扬地区圣安德烈。

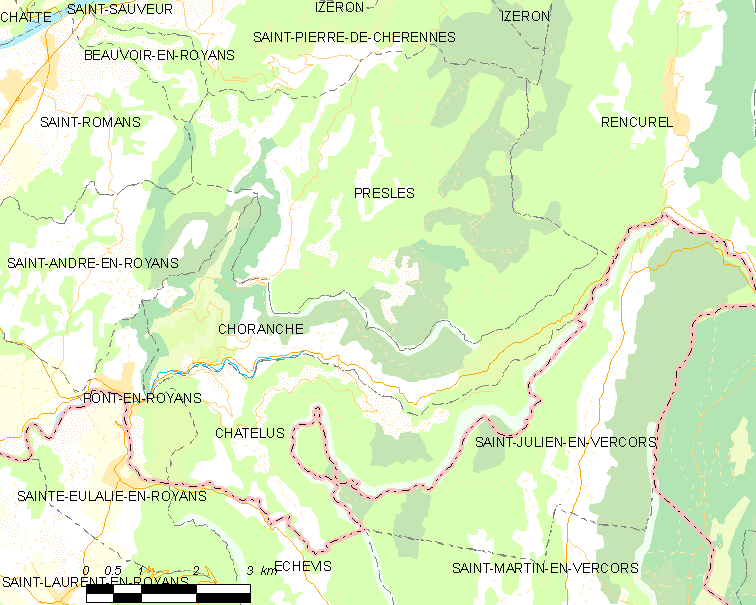
绍朗什的OSM定位图

绍朗什的时区为UTC+01:00、UTC+02:00（夏令时）。

## 行政
绍朗什的邮政编码为38680，INSEE市镇编码为38108。

## 政治
绍朗什所属的省级选区为南格雷西沃当县。

## 人口

1962-2008年间绍朗什人口变化图示

绍朗什于2022年1月1日时的人口数量为140人。